# Mark Schwarzer
Mark Schwarzer, född 6 oktober 1972, är en australisk före detta fotbollsmålvakt. Han spelade för Australiens landslag och har spelat både i VM 2006 och VM 2010.

## Klubbkarriär

### Tidiga år
Schwarzer har spelat med samma benskydd sedan han startade sin fotbollskarriär 1991 med Marconi Stallions i National Soccer League. Han lämnade sedan Sydney för att spela i Tyskland med Dynamo Dresden och FC Kaiserslautern. Han spelade sedan även i England med Bradford City innan han kom till Middlesbrough under 1997.

### Middlesbrough
Schwarzer gjorde debut i Middlesbrough mot Stockport County i semifinalen i ligacupen. Han spelade även finalen Leicester City, men blev skadad i matchen som slutade 1–1 och missade returmatchen som Middlesbrough förlorade. Schwarzers kanske viktigaste räddning för Middlesbrough gjorde han i den sista matchen i Premier League 2004/2005 i en match mot Manchester City, då han på övertid av den andra halvleken räddade en straff från Robbie Fowler och matchen slutade 1–1. Tack vare poängen lyckades Middlesbrough komma sjua i ligatabellen och därmed kvala in till Europa League. Hade Robbie Fowler gjort mål på straffen så hade Manchester City kvalat in till Europa League på Middlesbroughs bekostnad.
Den 29 december 2007 blev han den utländska spelaren som spelat flest matcher för en klubb i Premier League och slog Dennis Bergkamps rekord på 315 matcher.

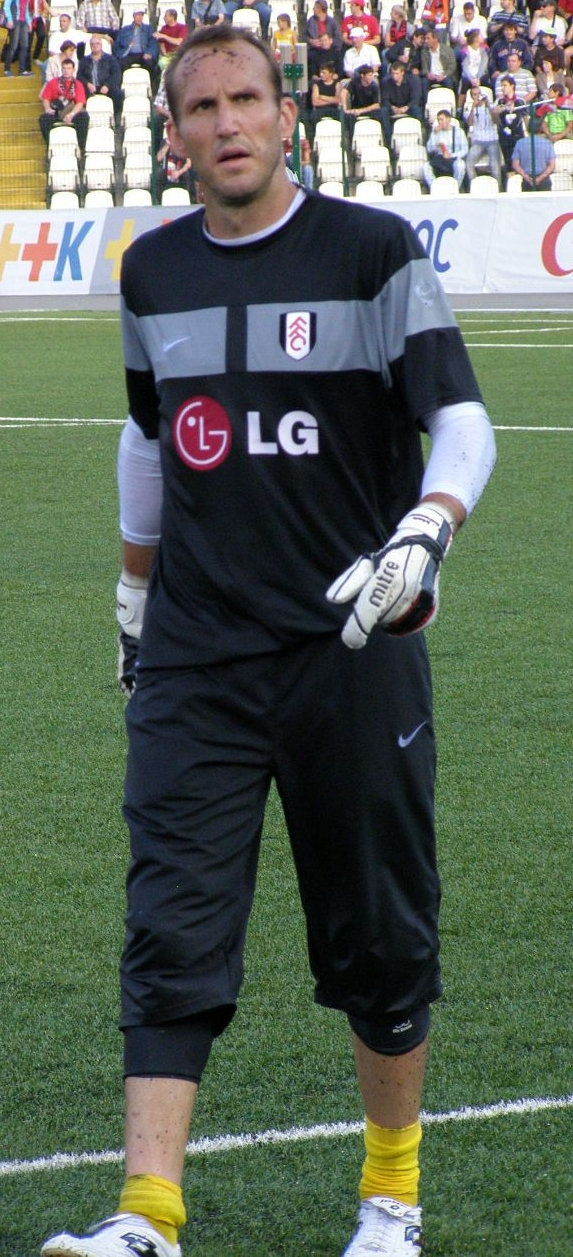
Schwarzer i Fulham FC

### Fulham
Schwarzers kontrakt med Middlesbrough gick ut i juni 2008 och han skrev på ett tvåårskontrakt med Fulham. Schwarzer avslöjade i en intervju med The World Game att han fått erbjudanden från Bayern München och Juventus, men avböjt eftersom de inte kunde lova honom att vara deras förstamålvakt.
Schwarzer gjorde debut för Fulham i 2–1-förlust mot dåvarande nykomlingarna i Premier League Hull City, men följde upp det med att i nästa match hålla nollan mot Arsenal i en match som Fulham vann med 1–0. Schwarzer spelade varje minut under säsongen 2008–2009 och höll nollan i tio raka matcher.
Schwarzer hade en lyckad säsong 2008–2009 och hans insatser ledde Fulham till en sjunde plats i ligan och plats i Europa League 2009/2010. Schwarzer hjälpte sedan Fulham till final i Europa League 2009/2010, efter att slagit ut bland andra Juventus i slutspelet. Finalen förlorade man dock mot Atlético Madrid med 2–1 efter förlängning, då Diego Forlán avgjort.

## Internationell karriär

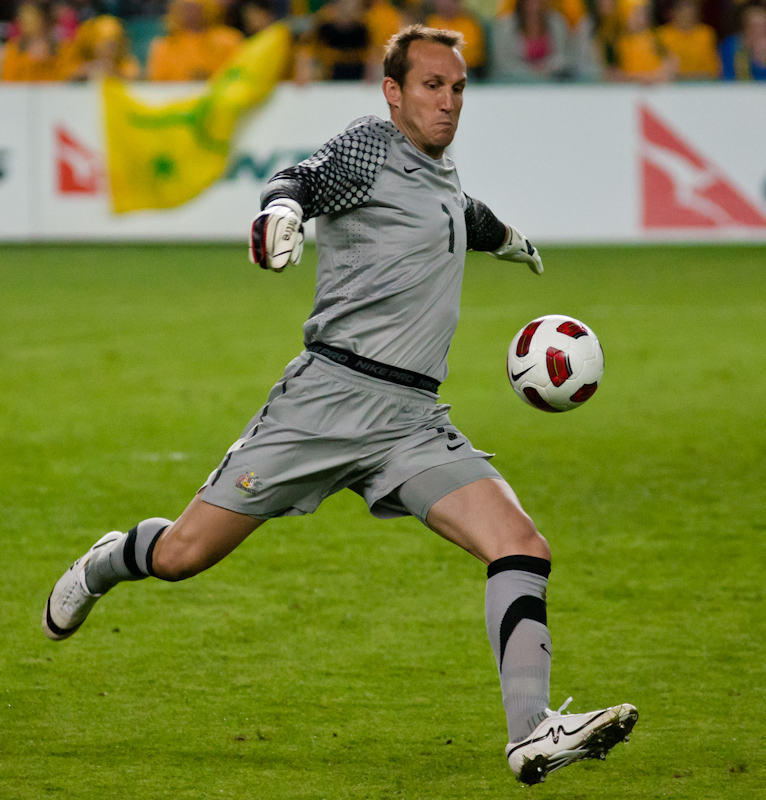
Schwarzer spelar för Australien under 2010.

Schwarzer gjorde debut i Australien mot Kanada i kvalet till VM 1994. Han kom in istället för Milan Blagojevic efter att Australiens förstamålvakt, Robert Zabica blivit utvisad i den 17:e minuten. 
Han bidrog med mycket när Australien kvalificerade sig till VM 2006. I playoffmatchen mot Uruguay hade Uruguay vunnit med 1–0 hemma i Montevideo och eftersom Australien spelade 1–0 i Sydney blev det förlängning. Förlängningen blev mållös och i straffläggnigen räddade Schwarzer två straffar och Australien vann med 4–2.
I VM 2006 spelade Schwarzer de första två matcherna, men han övertygade och Željo Kalac, men efter att inte heller han övertygat så fick Schwarzer spela åttondelsfinalen mot Italien. Även om han kastade sig åt rätt håll kunde han inte rädda Francesco Tottis straff i den 95:e minuten som skickade Australien ut ur VM.
Under VM 2010 spelade Schwarzer alla Australiens tre matcher. I första matchen släppte han dock in fyra mål och Tyskland vann enkelt. I den andra matchen mot Ghana slutade 1–1 efter att Schwarzer inte kunde ta Asamoah Gyans straff, men i den sista matchen mot Serbien vann Australien med 2–1. Australien kom trea i gruppen med fyra poäng, lika många som Ghana, men Ghana gick vidare på bättre målskillnad.

### Fotnoter
1. ↑  heraldsun.com.au
2. ↑  migrationheritage.nsw.gov.au Arkiverad 29 april 2008 hämtat från the Wayback Machine.
3. ↑  heraldsun.com.au
4. ↑  theworldgame.sbs.com.au
5. ↑  Australien - Kanada matchrapport

- Mark Schwarzer spelarprofil - Fulham
- FFA spelarprofil - Mark Schwarzer
- OzFootball - Mark Schwarzer spelarprofil
- FIFA profil - Mark Schwarzer
- Mark Schwarzer statistik
- Mark Schwarzer spelarprofil - national-football-teams.com